# Jerome Long
Jerome Long (Riverside, 9 aprile 1990) è un giocatore di football americano statunitense che gioca nel ruolo di defensive end per i Jacksonville Jaguars della National Football League (NFL). Fu scelto nel corso del settimo giro (218º assoluto) del Draft NFL 2012 dai Kansas City Chiefs. Al college ha giocato a football a San Diego State.

## Carriera professionistica

### Kansas City Chiefs
Il 28 aprile 2012, Long fu scelto nel corso del settimo giro del Draft 2012 dai Kansas City Chiefs. Fu svincolato dai Chiefs senza mai scendere in campo.

### Jacksonville Jaguars
Il 28 dicembre 2012, Long passò ai Jaguars con cui riuscì a debuttare come professionista nell'ultima gara della stagione contro i Tennessee Titans.

## Vittorie e premi
Nessuno

## Statistiche
| Partite totali      | 1 |
| Partite da titolare | 0 |
| Tackle totali       | 0 |
| Sack                | 0 |
| Intercetti          | 0 |

Statistiche aggiornate alla stagione 2012